# Groeslon
Groeslon är en by i Gwynedd i Wales. Byn är belägen 192,9 km 
från Cardiff. Orten har 920 invånare (2016).